# Cantrellius splendidus
Cantrellius splendidus är en tvåvingeart som beskrevs av Barraclough 1992. Cantrellius splendidus ingår i släktet Cantrellius och familjen parasitflugor. Inga underarter finns listade i Catalogue of Life.